# Дизасемблер (хімія)
Дизасе́мблер (рос. дизассемблер, англ. disassembler) — у нанохімії — система наномашин, що здатна розділити об'єкт на атоми разом з записом його структури на молекулярному рівні. Отримана інформація далі може бути використана для копіювання об'єктів (за допомогою асемблера) або з метою дизайну.